# Michael Kenney
Michael Kenney – keyboardzista koncertowy brytyjskiej grupy heavymetalowej Iron Maiden oraz technik gitary basowej Steve'a Harrisa. Do płyty Virtual XI (1998) na albumach studyjnych instrumenty klawiszowe obsługiwał  wspólnie ze Steve'em Harrisem oraz grał na koncertach. Od płyty Brave New World Harris nie dzieli się z Kenneyem tą funkcją przy nagrywaniu wydawnictw muzycznych w studio.